# Ufuk
Ufuk är ett turkiskt namn som betyder "horisont".
Den 31 december 2007 fanns det i Sverige 48 män som hade förnamnet Ufuk. Av dessa hade 38 det som tilltalsnamn/förstanamn.